# ジャフヌン
ジャフヌン(Jachnun、ヘブライ語: גַ׳חְנוּן‎)は、安息日の朝にイエメン・ユダヤ人が食べるペイストリーである。

## 作り方
ジャフヌンは、低温のオーブンに一晩放置される。パン生地を薄く伸ばし、ショートニングまたは澄ましバターを塗ってパフペイストリーのように巻く。深い琥珀色に変わり、若干甘い味がつく。伝統的に、トマトのディップ、固茹で卵、スクッグ（辛いソース）とともに供される。ジャフヌンに用いられる生地は、マラアワフのものと同じである。
ジャフヌンは、イスラエルでも人気となり、現在は他の民族にも食べられている。冷凍のジャフヌンはスーパーマーケットでも売られている。

## 関連文献
- Hamitbah Hatemani (Yemenite Jewish Cooking), Sue Larkey, Modan (Hebrew)